# Dehors (film)
Pour les articles homonymes, voir Dehors.
Pour plus de détails, voir Fiche technique et Distribution.
Dehors est un film français réalisé par Hélier Cisterne et sorti en 2003.

## Fiche technique
- Titre : Dehors
- Réalisation : Hélier Cisterne
- Scénario : Hélier Cisterne, Tom Harari et Katell Quillévéré, d'après la nouvelle Mateo Falcone de Prosper Mérimée
- Photographie : Pierre-André Weité
- Son : Florent Klockenbring
- Montage : Thomas Marchand
- Production : Groupe de recherches et d'essais cinématographiques
- Pays d'origine :  France
- Durée : 28 minutes
- Date de sortie : France - 29 mars 2003[1]

## Distribution
- Hugo Cisterne
- Guy Cisterne
- Maguy Cisterne
- Michel Colson
- Bernard-Henri Jacques
- Jean-Marie Semille
- Julien Mirou
- Laurent Zanelli
- Michel Chapus
- Hélier Cisterne

## Distinctions
- Mention spéciale de la Presse et Prix du GNCR au Festival Côté court de Pantin 2003[2]